# Le Quartier Français
Le Quartier Français es un restaurante y hotel en Franschhoek, Sudáfrica cerca de Stellenbosch. La propiedad cuenta con trece habitaciones, ocho suites y una cabaña que tiene vistas a una zona ajardinada con una piscina natural. El espacio fue clasificado como el 36 º mejor restaurante del mundo en el Top 50 de la revista británica Restaurant en 2011. El chef es Margot Janse. Es considerado como el mejor restaurante en la región de África y el Medio Oriente.